# Bílý mlýn (Nová Huť)
Bílý mlýn v Nové Huti v Dýšině je vodní mlýn, který stojí na řece Klabava.

## Historie
Vodní mlýn byl založen roku 1868 Josefem Bílým na místě jednoho ze dvou hamrů a nahradil zrušený mlýn v sousedních Horomyslicích. Od roku 1932 jej vlastnil František Kepka, jehož rodině byl roku 1948 zabaven při znárodnění. Dál byl v provozu a v letech 1971–1974 přestavěn na vločkárnu. Po roce 1989 se vrátil v restituci rodině; Vladimír Kepka zde vyrábí ovesné vločky, ječné kroupy a další obilní produkty.

## Popis
Mlýnice a obytný dům stojí samostatně kolem uzavřeného čtvercového dvora; jsou zděné, vícepodlažní.
V mlýně se dochovalo umělecké složení. V okolí byl prvním mlýnem s mletím na válcových stolicích, které nahradily dřívější mletí pomocí kamenů; stroje dodala firma Záruba z Plzně. Roku 1904 opařil Rudolf Bílý mlýn novými moderními stroji na mletí obilí. K roku 1930 u mlýna pracovala také elektrárna a výroba elektrické energie se zde dochovala.
Až do roku 1870 tekla voda ke mlýnu náhonem okolo domu U Rathauských v ulici K mostu čp. 45 a přes sousední zahradu; odtokovým kanálem se poté vracela zpět do řeky. Josef Bílý vykopal náhon nový a tím docílil zvýšení spádu asi o 1,5 metru. .
V roce 1930 měl mlýn jedno kolo na svrchní vodu a hltnosti 0,9865 m³/s, spádu 5,008 metru a výkonu 49,4 HP (zaniklo).
Mlýn měl turbínovou kašnu s turbínovým domkem pro Francisovu turbínu, která se dochovala. K roku 2015 měla výkon 55 kW.